# リアリティー (映画)
『リアリティー』（Reality）は、マッテオ・ガローネ監督による2012年のイタリア・フランスのドラマ映画である。リアリティ番組に出演し、徐々に夢と現実の区別がつかなくなる男が描かれる。第65回カンヌ国際映画祭で上映され、グランプリを獲得した。
日本では2012年に第25回東京国際映画祭のWORLD CINEMA部門、2013年5月にイタリア映画祭で上映された後、一般上映はされずに2013年8月よりDVDレンタルが始まった。

## キャスト
- アニエッロ・アレーナ
- ロレダーナ・シミオーリ
- ナンド・パオーネ
- クラウディア・ジェリーニ（英語版）

## 製作
ファンダンゴと監督の会社であるアルキメーデによって製作された。ライ・シネマとフランスのLe Pacteが共同製作し、またGarance Capitalからの資金援助を受けた。撮影は2011年5月5日より11週間かけて行われた。撮影場所はナポリである。製作時のタイトルは『Big House』だった。

## 公開と受賞
第65回カンヌ国際映画祭のコンペティション部門で上映された。ガローネ監督の映画が同映画祭で上映されるのは2002年の『剥製師』（監督週間）、2008年の『ゴモラ』（コンペティション部門）に続いて3度目である。同映画祭でガローネはグランプリを受賞した。